# Nyquist-frekvens
Indenfor signalbehandling er Nyquist-frekvensen (eller foldningsfrekvens) oftest defineret som halvdelen af samplingsfrekvensen:
fnyquist = fs/2.
Det er et begreb, der bruges i forbindelse med sampling af et analogt signal, og er en karakteristik af en analog-til-digital-konverter.
Indeholder det analoge signal frekvenser højere end Nyquist-frekvensen, vil der ske aliasering, når signalet samples.
Frekvensbåndet fra -fs/2 til +fs/2, dvs. fra -fnyquist til +fnyquist, kaldes undertiden Nyquist-båndet.
Nyquist-raten er et relateret begreb, men besynderligt nok er denne normalt defineret forskelligt fra Nyquist-frekvensen: Som to gange den maksimale frekvens i et signal.
Nogle vælger at definere Nyquist-frekvensen som den højeste frekvens i et signal.
Nyquist-frekvensen er opkaldt efter Harry Nyquist.

## Henvisning
1. 1 2 3 4  Sanjit K. Mitra, Digital Signal Processing. A Computer-Based Approach, MacGraw-Hill, 2001. ISBN 0-07-232105-9. Specielt siderne 302-304.
2. ↑  Emmanuel C. Ifeachor og Barrie W. Jervis, Digital Signal Processing. A Practical Approach, Anden udgave, Prentice Hall, 2002. ISBN 0-201-59619-9. Specielt side 43.
3. ↑  John G. Proakis og Dimitris G. Manolakis, Digital Signal Processing. Principles, Algorithms and Applications, 4. udgave, Prentice Hall, 2007. ISBN 0-13-187374-1. Specielt siderne 28-29
4. ↑  James McClellan, Ronald W. Schafer, Mark A. Yoder, Signal Processing First, Pearson Education, 2003. ISBN 0-13-120265-0. Specielt side 77.